# 吉田絢香
𠮷田 絢香（よしだ あやか、1988年 - ）は日本で活動するミュージカル俳優である。岐阜県高山市出身。劇団四季所属。

## 来歴
中学時代は陸上部に所属し、走高跳で岐阜県大会で2位の実績を残すなど陸上選手として活動していたが、中学卒業後は鶯谷高等学校音楽科に進学し音楽家へ転向する。高校卒業後の2007年4月に国立音楽大学音楽学部演奏学科に入学し声楽を学ぶ傍らオペラ研究会に所属していた。年齢は一歳上だが山本紗衣は大学の同級生である。在学中の2010年10月に劇団四季オーディションに合格し、卒業後の2011年4月に四季へ入団した。同年10月1日に電通四季劇場［海］で開幕したオペラ座の怪人東京公演のアンサンブル4枠役で初舞台出演を果たしている。

## 人物
家族構成は、父親は大津市出身で、土岐プレミアムアウトレットなどで高山ラーメン店を運営する吉田屋代表取締役の吉田輝満である。母親は故人で、2005年夏に肝臓がんで亡くしている。妹はオペラ歌手で、新国立劇場合唱団に所属する吉田桃子である。

## 主な出演作品
- オペラ座の怪人（2011年アンサンブル4枠、2013年カルロッタ・ジュディチェルリ）
- サウンド・オブ・ミュージック（2013年アンサンブル3枠）
- リトル・マーメイド（2013年アンサンブル2枠/アンドリーナ等）
- 劇団四季FESTIVAL! 扉の向こうへ（2014年ヴォーカルパート）
- アラジン（2015年アンサンブル2枠、2015年アンサンブル1枠）
- ノートルダムの鐘（2017年アンサンブル）
- 劇団四季のアンドリュー・ロイド＝ウェバー コンサート～アンマスクド～

※括弧内の年は初出演年